# Sly Cooper
Sly Cooper — серия игр в жанрах платформер и стелс-экшен, для PlayStation 2, PlayStation 3 и PlayStation Vita. Первоначально серия разрабатывалась компанией Sucker Punch Productions, но после выпуска трёх игр серии компания занялась разработкой серии Infamous, в то время как создание новых игр серии было доверено студии Sanzaru Games. Sanzaru Games в 2011 выпустила на PlayStation 3 первые три игры серии в высоком разрешении в составе сборника The Sly Trilogy. Четвёртая игра серии получила название Sly Cooper: Thieves in Time и была выпущена 5 февраля 2013 года.

## Игровой мир
Мир серии Sly Cooper представляет собой реальный мир, но населённый не людьми, а антропоморфными животными. Общая стилистика содержит элементы кинофильмов в жанре нуар и комиксов. Центральным персонажем игры является Слай Купер, молодой енот, предки которого были искусными ворами. Слай использует техники своих предков записанные в книге «Thievius Raccoonus», и трость с крюком доставшуюся ему от отца. У Слая есть банда в которую наряду с ним входят его друзья — черепаха Бентли и бегемот Мюррей, а в дальнейшем и другие. Инспектор Кармелита Фокс пытается поймать Слая Купера, но зачастую не осознавая того помогает ему.

## Основные игры серии
| 2002 | Sly Raccoon                 |
| 2003 |                             |
| 2004 | Sly 2: Band of Thieves      |
| 2005 | Sly 3: Honor Among Thieves  |
| 2006 |                             |
| 2007 |                             |
| 2008 |                             |
| 2009 |                             |
| 2010 | The Sly Trilogy             |
| 2011 |                             |
| 2012 |                             |
| 2013 | Sly Cooper: Thieves in Time |

### Sly Raccoon
Sly Raccoon, также известная как Sly Cooper and the Thievius Raccoonus в Северной Америке, была выпущена в 2002 году для PlayStation 2. Слаю предстоит вернуть украденную книгу «Thievius Raccoonus», которая является его семейной реликвией и содержит секретные техники многих поколений Куперов. Для этого ему предстоит одолеть группировку злодеев зовущуюся The Fiendish Five и их главаря Клокверка — механического филина, долгие годы противостоящего Куперам. Тем временем на Слая ведёт охоту инспектор Интерпола — Кармелита Фокс.

### Sly 2: Band of Thieves
Sly 2: Band of Thieves была выпущена в 2004 году для PlayStation 2. Слаю предстоит собрать механические части Клокверка украденные из музея представителями Klaww Gang: Димитри, Раджаном, Контессой, Жаном Бизоном и Арпеджио. Все вместе они способны воссоздать Клокверка, в то время как единичные части дают членам Klaww Gang особенные сверхспособности. Инспектор Кармелита Фокс и констебль Нила пытаются поймать как членов банды Купера, так и членов Klaww Gang.

### Sly 3: Honor Among Thieves
Sly 3: Honor Among Thieves была выпущена в 2005 году для PlayStation 2. Слай узнаёт о сокровищнице Куперов, огромном складе всех ценностей собранных предками Слая за долгие годы. Куперу предстоит найти способ попасть в сокровищницу и победить Доктора М, который превратил сокровищницу в крепость и пытается взломать вход внутрь. Для этого Слаю приходится объединить силы со своими друзьями и даже старыми врагами. Инспектор Кармелита Фокс не оставляет попыток поймать Слая Купера.

| Игра                        | GameRankings               | Metacritic         |
| --------------------------- | -------------------------- | ------------------ |
| Sly Raccoon                 | (PS2) 85,28 %              | (PS2) 86           |
| Sly 2: Band of Thieves      | (PS2) 87,92 %              | (PS2) 88           |
| Sly 3: Honor Among Thieves  | (PS2) 84,18 %              | (PS2) 83           |
| Sly Cooper: Thieves in Time | (Vita) 75,80% (PS3) 74,69% | (Vita) 75 (PS3) 75 |

### Sly Cooper: Thieves in Time
Sly Cooper: Thieves in Time была анонсирована на конференции Sony в преддверии E³ в 2011 году, а увидела свет игра 5 февраля 2013 года. Игра была выпущена для PlayStation 3 и PlayStation Vita. Из Thievius Raccoonus стали пропадать страницы и это озадачило Бентли, которого Слай назначил хранителем книги. Банда Купера снова собирается вместе чтобы защитить наследие клана Куперов от уничтожения. Игра была разработана Sanzaru Games, которые ранее занимались разработкой The Sly Trilogy для PlayStation 3, поскольку оригинальный разработчик серии — Sucker Punch Productions сконцентрировал усилия на разработке серии Infamous.

## Другие игры

### The Sly Trilogy
The Sly Trilogy (The Sly Collection в Северной Америке и Sly Cooper Collection в Азии) сборник портированных с PlayStation 2 игр, включающий Sly Raccoon, Sly 2: Band of Thieves и Sly 3: Honor Among Thieves, для PlayStation 3 на одном Blu-ray диске и в высоком разрешении. Игры были разработаны Sucker Punch Productions, в то время как портированием занималась Sanzaru Games, издателем стал Sony Computer Entertainment.

### PlayStation Move Heroes
На E3 в 2010 году была анонсирована PlayStation Move Heroes, со Слаем и Бентли в качестве главных персонажей наряду с героями Jak and Daxter и Ratchet & Clank. Данная игра стала кроссовером для продвижения PlayStation Move. Выход игры состоялся 22 марта 2011 года в Северной Америке и 25 марта 2011 года в Европе.

### PlayStation All-Stars Battle Royale
PlayStation All-Stars Battle Royale включает основных персонажей из серий для PlayStation за последние два десятка лет. Слай Купер является одним из основных персонажей.

### Bentley’s Hackpack
Bentley’s Hackpack — это коллекция мини-игр из Sly Cooper: Thieves in Time, но с большим количеством уровней, заданий и призов. Игра доступна только для загрузки из PSN.

## Персонажи
- Слай Купер — молодой енот, благородный разбойник и вор, который является ныне живущим представителем длинной династии воров и искателей приключений. В раннем детстве лишился отца, который был убит группой, зовущей себя Беспощадной Пятёркой, в результате чего была утрачена книга Енотус Воришкус, содержащая семейной наследие Куперов. Став сиротой, Слай попадает в приют, где знакомится с черепахой Бентли и бегемотом Мюрреем, с которыми он формирует банду воров. За годы проведённые в приюте эта троица совершила несколько мелких краж, после чего Слай решает возродить наследие своей семьи. В связи с тем, что он является самым ловким из всей банды именно за него чаще всего приходится играть при выполнении миссий. В качестве своеобразного многоцелевого инструмента Слай использует трость с крюком на конце, которая досталась ему по наследству от предков. Кроме того, он необычайно хитёр и физически развит, что позволяет ему совершать трюки вроде передвижения по тросам и кабелям, прыжков на тонкие шпили и верхушки столбов, а также прыжков с большой высоты при минимуме ущерба. Также он может прятаться и маскироваться с целью незаметно пробраться в труднодоступные места. Во всех играх персонажа озвучил Кевин Миллер.
- Бэнтли — «мозг» банды Купера, черепаха. Как правило, не расстаётся с различными гаджетами, техническими приспособлениями, а также внушительным арсеналом взрывчатки. На протяжении серии игр является координатором миссий и незаменимым в разведке и взломе компьютеров. Во второй игре челюсти Клок-Ла повредили ему ноги, в результате чего Бэнтли вынужден использовать инвалидное кресло, которое он, тем не менее, сильно усовершенствовал теми же гаджетами и различными приспособлениями. В четвёртой части он со своей девушкой Пенелопой создал машину времени, ключевой элемент сюжета игры. Также после событий первой игры является хранителем Енотуса Воришкуса. Бэнтли во всех играх говорит голосом Мэтта Олсена.
- Мюррей — основная «мышечная сила» банды Купера, а также водитель знаменитого синего фургона, который использует банда в своих дерзких ограблениях. Несмотря на то что является толстым розовым гиппопотамом, Мюррей довольно силён, поэтому обычно отправляется на миссии, в которых пригодится его сила (хотя, например, в четвёртой части, имелись миссии, где он танцевал, а не применял силу). После того, как Бэнтли был ранен во второй игре, из чувства вины оставил банду и удалился в Австралийские пустоши, но как только понадобилась его помощь в борьбе с доном Октавио, сразу же вернулся. В четвёртой игре сообщается что Мюррей перепробовал себя в нескольких видах спорта, включая рестлинг и гонки на разрушение. Мюррея во всех играх озвучил Крис Мёрфи.
- Кармелита Фокс — инспектор Интерпола, в которую влюблён Слай и чья задача — поймать всю банду Купера. Она довольна умна, способна умело заманить банду в ловушку, но её единственная слабость — нежелание признать, что она также неравнодушна к ловкому еноту, чем последний чаще всего и пользуется. В бою использует шоковый пистолет. В перерыве между третьей и четвёртой играми начала встречаться со Слаем, после того как он ушёл на покой и притворился что у него амнезия (после, когда поняла, что её обманули, разозлилась и вновь стала охотиться за бывшим парнем). Во время событий четвёртой игры признала, что начала уважать банду Купера и стала помогать им в борьбе с ЛеПарадоксом. После исчезновения Слая не оставила попыток найти его.

## Фильм
Создаётся анимационный фильм под названием «Слай Купер» (англ. Sly Cooper). Фильм будет основан на первой игре в серии, его разработкой займутся Blockade Entertainment и Rainmaker Entertainment. Сценарий для фильма напишет Кевин Манро, а продюсерами фильма стали Брэд Фоксовен и Дэвид Вол. Это второй фильм этих двух студий по игре Sony, первым является запланированный на апрель 2016 года Рэтчет и Кланк. Озвучиванием Слая в фильме займётся не Кевин Миллер, а Йен Джеймс Корлетт. Выход фильма был намечен на 2016 год, но после провала в прокате фильма Рэтчет и Кланк: Галактические рейнджеры, студия решила пересмотреть бюджет и сроки выхода фильма. В 2017 году студия Rainmaker прекратила работу над мультфильмом.

## Мультсериал
В июне 2017 года стало известно, что Sony вместе с Technicolor Animation Productions занимается разработкой мультсериала на основе серии игр. Премьера мультсериала ожидалась в октябре 2019 года, но так и не состоялась. Планируются 52 эпизода по 11 минут, целевой аудиторией мультсериала статут дети от 6 до 10 лет.